# Emil Joseph Lengeling
Emil Joseph Lengeling (* 26. Mai 1916 in Dortmund; † 18. Juni 1986 in Münster) war ein deutscher römisch-katholischer Theologe und Liturgiewissenschaftler.

## Leben
Lengeling studierte von 1935 bis 1942 Philosophie und katholische Theologie an der Päpstlichen Universität Gregoriana in Rom. 1938 absolvierte er das Lizentiat der Philosophie. Am 26. Oktober 1941 wurde er in Rom für das Bistum Münster zum Priester geweiht. Im gleichen Jahr wurde er Lizenziat der Theologie, Kaplan und Religionslehrer in Ahlen. Von 1942 bis 1945 leistete er Militärdienst.
Nach dem Ende des Krieges ging er zur Fortsetzung seiner Studien wieder nach Rom und promovierte 1947 dort zum Doktor der Theologie. Als Kaplan an der Herz-Jesu-Kirche kam er anschließend nach Duisburg-Hamborn und ebenfalls 1947 an die St.-Martini-Kirche in Wesel. Zugleich war er Religionslehrer am Staatlichen Gymnasium und am Städtischen Mädchengymnasium in Wesel.
1950 wurde Lengeling Repetent und Bibliothekar am Bischöflichen Collegium Borromaeum in Münster. An der dortigen Universität nahm er seine Studien wieder auf und versah Dienst als Religionslehrer am Gymnasium Paulinum, am Schillergymnasium und am Ratsgymnasium in Münster. 1952 bestand er das Staatsexamen in den Fächern Latein, Philosophie und Religion und wurde Studienreferendar. Von 1952 bis 1958 war er Subregens und Dozent für Liturgik am Priesterseminar in Münster sowie Magister Caeremoniarum des Domkapitels, von 1954 bis 1958 Dozent für Pastoralliturgie in der Priesterfortbildung und von 1956 bis 1959 Sekretär des Rates zur Förderung des liturgischen Apostolats im Bistum Münster.
Nach der Habilitation an der Ludwig-Maximilians-Universität München (1958) wurde Lengeling 1959 zunächst Privatdozent für Liturgiewissenschaft in München, dann Ordinarius und Direktor des Seminars für Liturgiewissenschaft an der katholisch-theologischen Fakultät der Westfälischen Wilhelms-Universität Münster. Diese Stelle hatte er bis 1981 inne. 1961/62 war er Dekan, 1962/63 Prodekan der katholisch-theologischen Fakultät der Universität Münster und 1971/72 Dekan des Fachbereichs Katholische Theologie.
Als Liturgiewissenschaftler nahm Lengling Funktionen in zahlreichen Fachgremien wahr. Er war von 1959 bis 1974 Vorsitzender der Liturgie-Kommission der Diözese Münster, ab 1960 Mitglied der Liturgischen Kommission der Fuldaer Bischofskonferenz, von 1963 bis 1969 Mitglied der Kommission für das Gotteslob, 1965 bis 1981 Mitglied der Sektion Liturgie der Zeitschrift Concilium, ab 1966 ständiger Berater der Liturgischen Kommission der Deutschen Bischofskonferenz und Mitglied des Liturgischen Instituts in Trier, von 1967 bis 1971 Mitglied der katholisch-protestantischen Kommission für die gemeinsame Übersetzung der Psalmen und der liturgischen Perikopen und von 1974 bis 1984 Wissenschaftlicher Beirat des Katholischen Bibelwerks Stuttgart.
1962 wurde er Mitglied, 1972 korrespondierendes Mitglied der Historischen Kommission für Westfalen.
1966 erhielt er den Titel eines Päpstlichen Hausprälaten.

## Werke
- Gottesdienst. Werkbuch zum „Laudate“. Münster/Westf. 1955 (Digitalisat der 3. Auflage 1962)
- Die Konstitution des zweiten Vatikanischen Konzils über die heilige Liturgie. Lateinisch-deutscher Text. Münster/Westf. 1964
- Erneuerung der Kirche. Aufbruch zu einer Theologie von morgen. Osnabrück 1967
- Die neue Ordnung der Eucharistiefeier. Allgemeine Einführung in das römische Meßbuch. Münster/Westf. 1970
- Liturgie. Dialog zwischen Gott und Mensch. Freiburg i. Br. 1981